# Thinocyon
Thinocyon — вимерлий рід гієнодонтових ссавців. Скам'янілості знайдено в Китаї та Вайомінгу, США. Описано 2 види: Thinocyon sichowensis, Thinocyon velox.